# 12. Zusatzartikel zur Verfassung der Vereinigten Staaten

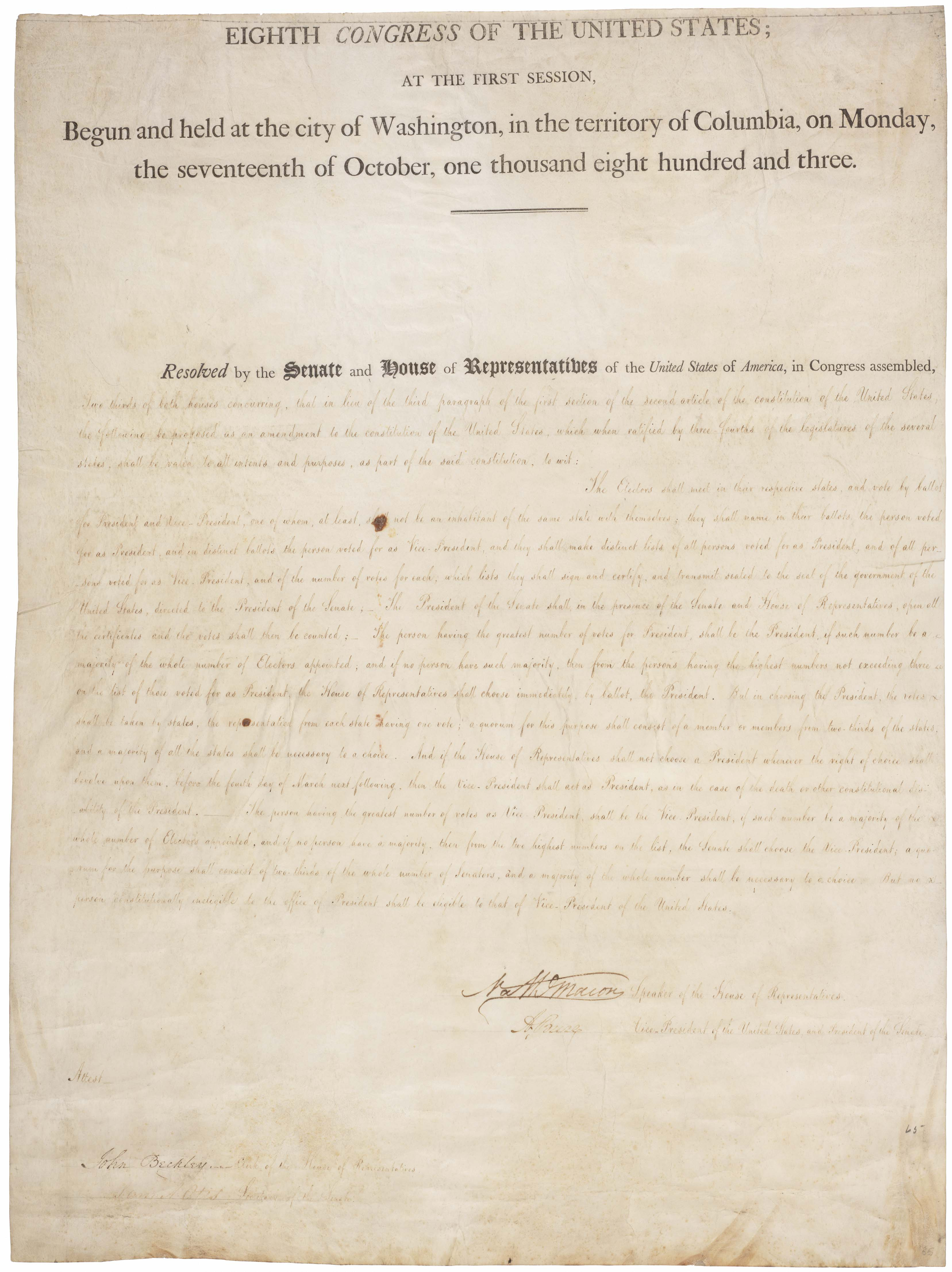
12. Zusatzartikel zur Verfassung der Vereinigten Staaten

Der 12. Zusatzartikel zur Verfassung der Vereinigten Staaten von Amerika veränderte Artikel II, der von den Präsidentenwahlen handelt. Ursprünglich wählte der Wahlmännerausschuss den Präsidenten und den Vizepräsidenten der Vereinigten Staaten in einem Wahlgang, wobei jeder Wahlmann zwei gleichwertige Stimmen hatte, die er in der Praxis zwischen den jeweils von ihm prädestinierten Kandidaten für Präsidentschaft und Vizepräsidentschaft aufteilte. Die Person mit den meisten Stimmen sollte Präsident werden und der Zweitplatzierte Vizepräsident.
Jedoch zeigte die Wahl von 1800, dass es aufgrund der eigentlich nicht vorgesehenen Entstehung von Parteien und des sich daraus ergebenden Proporzes für die geschlossene Vergabe beider Stimmen an ein gemeinsames „Parteiticket“ einige Probleme mit dieser Vorgehensweise gab. Einerseits konnte es zu einem Patt über die Präsidentschaft zwischen zwei Parteikollegen kommen, andererseits konnte ein Kopf-an-Kopf-Rennen zweier Gegenkandidaten aus verschiedenen Parteien, die im Endeffekt die ersten beiden Plätze belegten, zu zwei Amtsinhabern mit erheblichen Gegensätzen führen. Der zwölfte Zusatz, der vom Kongress am 9. Dezember 1803 vorgeschlagen und am 15. Juni 1804 von der dafür notwendigen Anzahl von Bundesstaatsparlamenten ratifiziert wurde, machte es möglich, zwei getrennt stattfindende Wahlgänge vorzunehmen: einen für die Wahl zum Präsidenten und einen weiteren für die Wahl des Vizepräsidenten.

## Wortlaut
„Die Wahlmänner treten in ihren Staaten zusammen und stimmen durch Stimmzettel für einen Präsidenten und einen Vizepräsidenten, von denen mindestens einer nicht Einwohner desselben Staates sein darf wie sie selbst. Sie bezeichnen auf ihrem Stimmzettel die Person, die sie zum Präsidenten wählen wollen, und auf einem gesonderten Zettel die Person, die sie zum Vizepräsidenten wählen wollen. Sie führen in getrennten Listen alle Personen auf, die Stimmen für die Präsidentschaft und für die Vizepräsidentschaft erhalten haben, und die Anzahl der ihnen zugefallenen Stimmen; diese Listen unterzeichnen, beglaubigen und übersenden sie versiegelt an den Sitz der Regierung der Vereinigten Staaten, zu Händen des Senatspräsidenten.
Der Präsident des Senats öffnet vor Senat und Repräsentantenhaus alle diese beglaubigten Listen; anschließend sind die Stimmen zu zählen.
Derjenige, der die größte Stimmenzahl für die Präsidentschaft auf sich vereinigt, soll Präsident sein, wenn diese Zahl der Mehrheit der Gesamtzahl der bestellten Wahlmänner entspricht; wenn niemand eine derartige Mehrheit erreicht hat, soll das Repräsentantenhaus sogleich aus den höchstenfalls drei Personen, die auf der Liste der für die Präsidentschaft abgegebenen Stimmen die größten Stimmenzahlen aufweisen, durch Stimmzettel den Präsidenten wählen. Bei dieser Präsidentschaftsstichwahl wird jedoch nach Staaten abgestimmt, wobei die Vertretung jedes Staates eine Stimme hat. Zur Beschlußfähigkeit ist für diesen Zweck die Anwesenheit von je einem oder mehreren Mitgliedern von zwei Dritteln der Staaten und zum Wahlentscheid eine Mehrheit aller Einzelstaaten erforderlich. Wenn das Wahlrecht dem Repräsentantenhaus zufällt und es nicht vor dem darauffolgenden 4. März einen Präsidenten wählt, so amtiert der Vizepräsident als Präsident wie im Falle des Todes oder einer sonstigen durch die Verfassung bezeichneten Amtsunfähigkeit des Präsidenten. (a)
Derjenige, der die größte Stimmenzahl für die Vizepräsidentschaft auf sich vereinigt, soll Vizepräsident sein, wenn diese Zahl der Mehrheit der Gesamtzahl der bestellten Wahlmänner entspricht; wenn niemand eine derartige Mehrheit erreicht hat, soll der Senat aus den zwei Personen, die auf der Liste die größten Stimmenzahlen aufweisen, den Vizepräsidenten wählen; zur Beschlußfähigkeit ist für diesen Zweck die Anwesenheit von zwei Dritteln der Gesamtzahl der Senatoren und zum Wahlentscheid eine Mehrheit ihrer Gesamtzahl erforderlich. Wer jedoch nach der Verfassung nicht für das Amt des Präsidenten wählbar ist, darf auch nicht in das Amt des Vizepräsidenten der Vereinigten Staaten gewählt werden.“

## Der Wahlmännerausschuss gemäß Artikel II
Artikel II setzte eine indirekte Methode zur Wahl des Präsidenten voraus; die Bundesstaaten wählen, so wie sie es von den Parlamenten in den jeweiligen Staaten vorgegeben bekommen, eine Zahl von Wahlmännern, welche wiederum den Präsidenten wählen. Die Anzahl der Wahlmänner, die jedem Bundesstaat zugewiesen werden, ist gleich der Anzahl der US-Senatoren (in jedem Bundesstaat zwei) und der Abgeordneten (mindestens ein Abgeordneter, proportional zur Bevölkerungszahl des jeweiligen Bundesstaates), die den Bundesstaat im Kongress vertreten. Staatsparlamente konnten frei entscheiden, wer zum Wahlmann gewählt wird, aber ein Senator oder Abgeordneter konnte nicht das Amt des Wahlmanns übernehmen.
Jeder Wahlmann konnte zwei Stimmen abgeben, aber mindestens eine dieser zwei Stimmen musste für eine Person, die nicht aus demselben Staat kommt wie der Wahlmann, abgegeben werden. Diese Bestimmung wurde geschaffen, um zu verhindern, dass Wahlmänner für ihre Favoriten aus den eigenen Staaten stimmen. Die zwei Kammern des Kongresses kamen daraufhin zusammen, um die Wahlmännerstimmen der jeweiligen Bundesstaaten mit dem Präsidenten des Senats auszuzählen. Eine Mehrheit der Wahlmännerstimmen war nötig, um die Wahl zu gewinnen. Wenn mehr als ein Kandidat von einer Mehrheit der Wahlmänner gewählt wurde (was durchaus möglich war, da jeder Wahlmann zwei Stimmen abgeben konnte), gewann der Kandidat mit der größeren Anzahl der Stimmen. Wäre es zu einem Stimmengleichstand gekommen, hätte das Repräsentantenhaus einen der beiden Kandidaten auswählen müssen. Wenn keiner der angetretenen Kandidaten eine Mehrheit erreichte, musste das Repräsentantenhaus einen Präsidenten aus den fünf Kandidaten wählen, welche die meisten Stimmen auf sich vereinigten. In solchen Fällen wurden die Abgeordnetenstimmen eines Staates zu einer Stimme zusammengefasst. Abgeordnete aus zwei Dritteln der Bundesstaaten organisierten eine beschlussfähige Mehrheit, die Mehrheit der Stimmen war notwendig, um einen Präsidenten zu wählen.
Die Wahl des Vizepräsidenten war einfacher. Der Kandidat, der die Mehrheit der Stimmen, außer jenen, die auf die Wahl des Präsidenten entfielen, auf sich vereinigen konnte, wurde Vizepräsident. Der Vizepräsident brauchte im Gegensatz zum Präsidenten keine Mehrheit der Wahlmännerstimmen. Im Fall einer Gleichheit der Stimmen zwischen mehreren Kandidaten wählte der Senat einen der Kandidaten zum Vizepräsidenten. Jeder Senator hatte eine Stimme; Artikel I gewährt dem zum Zeitpunkt der Wahl amtierenden Vizepräsidenten die entscheidende Stimme.

## Der Wahlmännerausschuss gemäß dem 12. Verfassungszusatz
Aufgrund der Ereignisse bei der Wahl 1800 wurde der 12. Verfassungszusatz vorgeschlagen und angewendet. Der Verfassungszusatz, der erstmals bei den Wahlen 1804 angewandt wurde, änderte nicht die Zusammensetzung des Wahlmännerausschusses. Vielmehr wurde das Prozedere, wonach der Wahlmännerausschuss oder in manchen Fällen auch das Repräsentantenhaus den Präsidenten wählt, abgeändert. Heute müssen Wahlmänner gemäß dem 12. Verfassungszusatz verschiedene Stimmen zur Wahl des Präsidenten und des Vizepräsidenten anstelle von zwei Stimmen zur Wahl des Präsidenten abgeben. Wahlmänner dürfen nicht für Präsidentschafts- und Vizepräsidentschafts-Kandidaten, die beide im eigenen Bundesstaat des Wahlmannes leben, stimmen. Sie können jedoch für einen Kandidaten aus dem eigenen Staat stimmen, wenn der Herkunftsstaat des anderen Kandidaten nicht mit dem Herkunftsstaat des Wahlmanns übereinstimmt. Des Weiteren schließt der zwölfte Verfassungszusatz eindeutig jene vom Amt des Vizepräsidenten aus, die nicht auch für das Amt des Präsidenten wählbar sind: Personen jünger als 35 Jahre, jene, die nicht seit mindestens 14 Jahren ihren festen Wohnsitz in den Vereinigten Staaten haben und Personen, die kein natural born citizen der Vereinigten Staaten waren.
Nach dem alten Verfahren wurden die Stimmen vor beiden Kammern des Kongresses ausgezählt. Für die Wahl des Kandidaten zum Präsidenten oder Vizepräsidenten ist eine Mehrheit der Stimmen notwendig. Wenn niemand eine Mehrheit erhält, wählt das Repräsentantenhaus durch die Bundesstaaten mit den gleichen Anforderungen für eine beschlussfähige Mehrheit, wie sie gemäß Artikel II definiert sind, einen Präsidenten.
Während es die ursprüngliche Verfassung dem Repräsentantenhaus erlaubte, einen Präsidenten aus den fünf Kandidaten mit den meisten Stimmen zu wählen, erlaubt der 12. Verfassungszusatz dem Repräsentantenhaus, nicht mehr als drei Kandidaten für die Wahl zum Präsidenten in Betracht zu ziehen. Der Senat kann auf ähnliche Weise einen Vizepräsidenten wählen, wenn kein Kandidat eine Mehrheit der Wahlmännerstimmen erhalten hat. Der Senat kann dabei aber nur aus den zwei Kandidaten mit den meisten Wahlmännerstimmen wählen. Diese Bestimmung bedeutet nicht, dass die Wahl des Senats auf zwei Kandidaten begrenzt ist; wenn mehrere Kandidaten die gleiche Stimmenanzahl erhalten haben, kann der Senat alle von ihnen zusätzlich zu dem Kandidaten auswählen, der die meisten Stimmen bekommen hat.
Der 12. Verfassungszusatz führte zudem eine Anforderung für eine beschlussfähige Mehrheit bei eventuellen Abstimmungen über das Präsidenten- und Vizepräsidentenamt im Repräsentantenhaus und im Senat ein: Im Senat müssen mindestens zwei Drittel der Senatoren anwesend sein, im Repräsentantenhaus müssen mindestens zwei Drittel aller Bundesstaaten mit jeweils mindestens einem Abgeordneten vor Ort vertreten sein.
Des Weiteren sorgt der 12. Verfassungszusatz dafür, dass die Stimmen einer Mehrheit der Senatoren zu einer Wahl des Kandidaten führen. Deshalb hat der amtierende Vizepräsident, da er zwar Senatspräsident, aber kein Senator ist, nicht das Recht, eine entscheidende Stimme unter diesen Umständen abzugeben, wie er es sonst bei Gleichstand im Senat tun kann. Um einem Stillstand vorzubeugen, weil die Nation ohne Präsidenten ist, stellt der 12. Verfassungszusatz sicher, dass wenn es dem Repräsentantenhaus bis zum 4. März, dem ersten Tag der Amtszeit des Präsidenten, nicht gelingen sollte, einen Präsidenten zu wählen, der Kandidat, der zum Vizepräsidenten gewählt wurde, so lange als Präsident agiert, bis ein Kandidat zum Präsidenten gewählt werden konnte. Der 20. Verfassungszusatz änderte das Datum des Beginns der Präsidentschaft auf den 20. Januar und erlaubte dem Kongress zu bestimmen, wer als Präsident auftreten sollte, wenn es in beiden Kammern des Kongresses zu keiner erfolgreichen Wahl kommt.

## Die Wahlen von 1804 bis heute
Die Wahl von 1804 und jede darauf folgende Präsidentschaftswahl wurden gemäß dem 12. Verfassungszusatz abgehalten. Seitdem hat das Repräsentantenhaus lediglich einmal den Präsidenten gewählt: 1824 erhielt Andrew Jackson 99 Wahlmännerstimmen, John Quincy Adams (Sohn von John Adams) 84, William Harris Crawford 41 und Henry Clay 37. Alle Kandidaten waren Mitglieder der Demokratisch-Republikanischen Partei, obwohl es zwischen ihnen erhebliche politische Differenzen gab. Keiner von ihnen erreichte die nötige Mehrheit von 131 Stimmen, um zum Präsidenten gewählt zu werden. Da das Repräsentantenhaus nur zwischen den ersten drei Kandidaten wählen durfte, konnte Clay nicht Präsident werden. Crawfords schlechter Gesundheitszustand zwang ihn zum Rückzug. Andrew Jackson erwartete, dass das Repräsentantenhaus für ihn stimmen würde, weil er schon vorher eine Mehrheit der Wahlmännerstimmen auf sich vereinigen konnte. Stattdessen wählten bei der ersten Wahl 13 Staaten Adams, gefolgt von Jackson mit sieben und Crawford mit drei Stimmen. Clay unterstützte Adams’ Anspruch auf das Amt des Präsidenten. Die Unterstützung hatte zusätzliches Gewicht, weil Clay Sprecher des Repräsentantenhauses war. Als Adams Clay später zum Außenminister ernannte, beschuldigten viele die beiden, einen korrupten Handel gemacht zu haben; andere verstanden diesen Schritt als normale Allianz in der Politik. Manche Historiker haben argumentiert, dass Clay ideologisch näher bei Adams als bei Jackson stand. Deshalb war es für Unterstützer von Clay natürlicher, für Adams zu votieren.
Nach der Wahl von 1824 teilte sich die Demokratisch-Republikanische Partei in die Demokratische Partei und die Whig Party auf. Im Vorfeld der Wahl von 1836 nominierten die Whigs aufgrund ihrer noch sehr schwachen landesweiten Organisation verschiedene Kandidaten in verschiedenen Regionen in der Hoffnung, die Wahl der Wahlmänner zu zersplittern und Martin Van Buren, dem demokratischen Kandidaten, die absolute Mehrheit im Wahlmännerausschuss zu verweigern. Dadurch sollte die Wahl in ein von den Whigs kontrolliertes Repräsentantenhaus verlagert werden. Während die Strategie in Anbetracht der Wahl des Präsidenten fehlschlug, erhielt der demokratische Kandidat für das Amt des Vizepräsidenten, Richard M. Johnson, 147 Wahlmännerstimmen (eine Stimme unter der Mehrheit), gefolgt von Francis Granger mit 77, John Tyler mit 47 und William Smith mit 23. Im Senat gewann Johnson jedoch mit 33 Stimmen, gefolgt von Granger mit 17 Stimmen.
Der 12. Verfassungszusatz schließt die Wahl eines Präsidenten und eines Vizepräsidenten aus demselben Staat nicht aus; er schließt lediglich aus, dass ein Wahlmann für Kandidaten für das Amt des Präsidenten und Vizepräsidenten stimmt, die beide aus demselben Bundesstaat stammen wie der Wahlmann selbst. Um nicht in vermeidbarer Weise das Risiko einzugehen, Wahlmännerstimmen zu verlieren, kommen kandidierende Parteifreunde üblicherweise aus verschiedenen Bundesstaaten, um Situationen vorzubeugen, in denen die Wahlmänner wegen der Herkunft des Kandidaten für einen anderen stimmen müssen. Die Debatte kam während der Präsidentschaftswahl 2000 auf, bei der Wahl zwischen George W. Bush mit seinem Parteifreund Dick Cheney und Al Gore mit seinem Parteifreund Joseph Lieberman. Es wurde angegeben, dass sowohl Cheney als auch Bush Einwohner von Texas waren und die texanischen Wahlmänner deshalb ihre Stimmen nicht für beide abgeben könnten. Der Wohnort von Bush war unbestritten, da er zu der Zeit Gouverneur von Texas war. Cheney lebte in Texas und hatte sich auch dort zur Wahl registriert, aber ein paar Monate vor der Wahl änderte er seine offizielle Wohnadresse nach Wyoming, dem Staat, in dem er aufgewachsen und auch Jahre zuvor Abgeordneter gewesen war. Es fand ein Prozess statt, in dem argumentiert wurde, dass Cheney weiterhin als Einwohner von Texas betrachtet werden müsste, aber die Klage wurde vom Bundesbezirksgericht für den Northern District of Texas zurückgewiesen.

## Fiktionale Anwendung des 12. Zusatzartikel
In der 5. Staffel der US-Serie House of Cards kommen die Regeln des 12. Zusatzartikels zur Anwendung. Nachdem die (fiktionale) Präsidentenwahl 2016 keine Mehrheit im Wahlmännergremium gebracht hat, sollen das Repräsentantenhaus den Präsidenten und der Senat den Vizepräsident wählen. Es steht dabei die Frage im Raum, ob die Wahlen gleichzeitig oder nacheinander stattfinden sollen, um zu verhindern, dass Kandidaten von unterschiedlichen Parteien zu Präsident und Vizepräsident gewählt werden.
Die Wahl der Vizepräsidentin im Senat klappt schließlich im ersten Wahlgang, im Repräsentantenhaus kommt dagegen keine Mehrheit für einen der Kandidaten zustande. Die Vizepräsidentin übernimmt deshalb kommissarisch das Amt der Präsidentin.
Aufgelöst wird die Situation durch eine Nachwahl von Wahlmännern in den Staaten, die am eigentlichen Wahltag wegen Terrordrohungen abgebrochen wurden.

## Ratifizierung
- North Carolina: 22. Dezember 1803
- Maryland: 24. Dezember 1803
- Kentucky: 27. Dezember 1803
- Ohio: 30. Dezember 1803
- Pennsylvania: 5. Januar 1804
- Vermont: 30. Januar 1804
- Virginia: 3. Februar 1804
- New York: 10. Februar 1804
- New Jersey: 22. Februar 1804
- Rhode Island: 12. März 1804
- South Carolina: 15. Mai 1804
- Georgia: 19. Mai 1804
- New Hampshire: 15. Juni 1804
- Tennessee: 27. Juli 1804
- Massachusetts: 1961

Connecticut und Delaware haben diesen Zusatzartikel nicht ratifiziert.